# Observatoire océanologique de Banyuls-sur-Mer
Pour les articles homonymes, voir Arago.
Vous pouvez aider à l'améliorer ou bien discuter des problèmes sur sa page de discussion.
- Il ne s’appuie pas, ou pas assez, sur des sources secondaires ou tertiaires. (Marqué depuis novembre 2022)
- Son texte doit être wikifié : il ne correspond pas à la mise en forme Wikipédia (style, typographie, liens internes, liens entre les wikis, etc.). (Marqué depuis novembre 2022)

- Archive Wikiwix
- Bing
- Cairn
- DuckDuckGo
- E. Universalis
- Gallica
- Google
- G. Books
- G. News
- G. Scholar
- Persée
- Qwant
- (zh) Baidu
- (ru) Yandex
- (wd) trouver des œuvres sur Wikidata

L’Observatoire océanologique de Banyuls-sur-Mer (OOB), historiquement connu sous le nom de « Laboratoire Arago » en hommage à François Arago, est une composante de la faculté des Sciences et Ingénierie de Sorbonne Université (Université Pierre-et-Marie-Curie jusqu'en 2017), au même titre que les autres unités de formation et de recherche de cette faculté.
L’autre tutelle de l’Observatoire est le CNRS. Il dépend de trois de ses instituts : l’Institut des sciences biologiques (INSB), l’Institut national des sciences de l’univers (INSU) et l’Institut écologie et environnement (INEE).
Situé à Banyuls-sur-Mer, dans le département français des Pyrénées-Orientales, l'OOB accueille tout au long de l'année de nombreux chercheurs et étudiants, français ou étrangers, en biologie marine et océanographie.

## Organisation
L'Observatoire Océanologique de Banyuls-sur-Mer est constitué de quatre unités de recherche : le Laboratoire de biologie intégrative des organismes marins (BIOM), le Laboratoire de biodiversité et biotechnologies microbiennes (LBBM), le Laboratoire d’écogéochimie des environnements benthiques (LECOB), et le laboratoire d’Océanographie microbienne (LOMIC). Depuis 2016 ces quatre unités dites « mixtes » (Sorbonne Université/CNRS) sont regroupées en une fédération de recherche.
L'Observatoire fait partie du nouvel Institut de l'Océan créé en 2021 au sein de l'Alliance Sorbonne Université qui regroupe Sorbonne Université et d'autres institutions tel que le Muséum national d'histoire naturelle.
L'Observatoire est également membre du réseau de stations marines européennes « European Marine Biological Resource Centre » (EMBRC) qui se décline sur deux niveaux : EMBRC-France, constitué des trois stations marines de Sorbonne Université, et EMBRC-Europe, regroupant quarante-cinq stations marines dans neuf pays d'Europe.

## Historique
Fondé en 1882 par Henri de Lacaze-Duthiers, le laboratoire est notamment muni d'un des plus anciens aquariums méditerranéen (1884) ouvert au public.
Invité dès 1884 au Laboratoire Arago par Lacaze-Duthiers, Louis Boutan y développe à partir de 1893 les premiers appareils de photographie sous-marine au monde.
Le prince Roland Bonaparte finance en 1890 l'achat d'un bateau à vapeur pour le laboratoire, appelé le Roland. Il est détruit dans son bassin d'amarrage à Banyuls lors d'une tempête en novembre 1908.
En 1985, le Laboratoire Arago devient l’Observatoire Océanologique de Banyuls-sur-Mer, car il prend le statut d’observatoire des sciences de l’univers (OSU).
Depuis juin 2010, au Mas Reig, s'est ouvert le Jardin méditerranéen du Mas de la Serre un parc naturel de 3 hectares. Celui-ci remplace l'ancien laboratoire de recherches d'écologie terrestre du Laboratoire Arago.

### L'hôpital bénévole n° 13 bis, 1914-1916
En 1886, l'étudiant roumain Emil Racoviță (francisé en Racovitza ou Racovitsa) (1868-1947) obtient son baccalauréat et décide de poursuivre ses études à Paris. Pour satisfaire son père, il obtient en 1889 sa licence en droit. Cependant, il se détourne aussitôt des carrières juridiques pour se consacrer entièrement à l'étude des sciences naturelles. En 1891 il décroche sa licence en sciences naturelles, et se spécialise dans l'étude de la faune marine. Il vient s'installer à Banyuls-sur-Mer pour étudier sous la direction d'Henri de Lacaze-Duthier.
En 1895 il obtient le grade de docteur es Sciences naturelles pour son étude sur « Le lobe céphalique et l'encéphale des annélides polychètes ». En raison de son originalité, de sa vision d'ensemble et de son approche, son travail est remarqué et apprécié par ses pairs. En 1897, il est choisi pour participer à l'expédition internationale chargée de cartographier et d'étudier le Pôle Sud et les terres environnantes. Avec 18 autres scientifiques, il navigue 2 années durant sur le navire-laboratoire "Le Belgica", et recense plus de 1200 animaux et 400 végétaux.
Élu membre de la Société zoologique de France depuis 1893, à son retour des terres australes, Emil se réinstalle à Banyuls-sur-Mer pour prendre le poste de sous-directeur de l'observatoire océanographique. De 1899 à 1920, en association avec le docteur Pruvot, il crée et dirige un laboratoire d'étude de la faune et de la flore des côtes méditerranéennes. Son laboratoire est l'un des premiers à développer et à pratiquer la photographie sous-marine.
Le 1er août 1914 la déclaration de guerre proclamée en France, Emil âgé de 48 ans et toujours de nationalité roumaine écrit à son bataillon roumain de rattachement afin de demander si son contingent est rappelé sous les drapeaux. La réponse étant négative (la Roumanie a rejoint la Triple Entente et est entrée en guerre le 15 août 1916), il décide de mener le combat aux côtés de son pays d'adoption, la France. Le 3 août 1914 Emil et son collègue Pruvot ferment leur laboratoire pour transformer les locaux en hôpital bénévole d'une capacité de 100 lits. Les Banyulencs complètent le mobilier manquant et offrent leurs services, en particulier Marie-Ange Py (fille d’Émile Pi, futur maire de Banyuls-sur-Mer entre 1929 à 1935) qui y officie bénévolement comme infirmière. Dans l'une de ses lettres, Emil écrit : « … Admirable fut le dévouement des Banrulens (sic) envers les blessés et surtout se distinguèrent les Banyulaises (sic) qui par équipes, assumèrent gratuitement toute la charge des divers services de l'hôpital … ».
Emil charge Paul Wintrebert un collaborateur du laboratoire qui avait suivi des études de médecine avant de bifurquer vers les Sciences naturelles, d'assurer les soins médicaux des convalescents. Le 27 août 1914, l'hôpital accueille déjà les premiers poilus blessés ou malades qu'il faut éloigner des zones de combat. Le  18 mai 1916, meurt à l'hôpital bénévole n° 13 bis de Banyuls-sur-Mer, le soldat Numa, Onésime LAURENT né dans la ville de Seuzey et dépendant du bureau recruteur de Verdun. Durant son engagement ce jeune homme a contracté « une urémie sévère », qui a nécessité des soins constants. Éloigné progressivement du front à mesure de l'aggravation de son état, il arrive à l'hôpital bénévole de Banyuls-sur-Mer pour y finir ses jours le 18 mai 1916.
Rapidement l'hôpital doit faire face à plusieurs problèmes cruciaux : son financement, l'inadaptation de ses locaux pour un usage médical et son ravitaillement en matériel médical et en nourriture. Malgré ces problèmes récurrents et insurmontables, Emil parvient à force de ténacité, à faire fonctionner l'hôpital bénévole n° 13 bis de la 16ème région militaire, durant 2 années. Cependant, Emil écrasé par l'incommensurabilité des problèmes à résoudre est contraint de fermer l'hôpital, à la fin de l'année 1916, après avoir apporté soins, calme et réconfort à une centaine de soldats français convalescents.
Du 13 novembre au 11 décembre 2017, sous l'égide de la Mission Centenaire, le Souvenir Français - Comité de Banyuls-sur-Mer a animé une séquence de 5 séances durant lesquelles les élèves de CM1-CM2 du groupe scolaire Aristide Maillol de Banyuls-sur-Mer, ont redécouvert l'histoire de l'hôpital bénévole n° 13 bis de Banyuls-sur-Mer. Le 15 juin 2018, en présence des autorités, les élèves ont dévoilé sur le quai Emil Racoviţă qui borde le laboratoire océanologique de Banyuls-sur-Mer, le cartel racontant cette histoire.

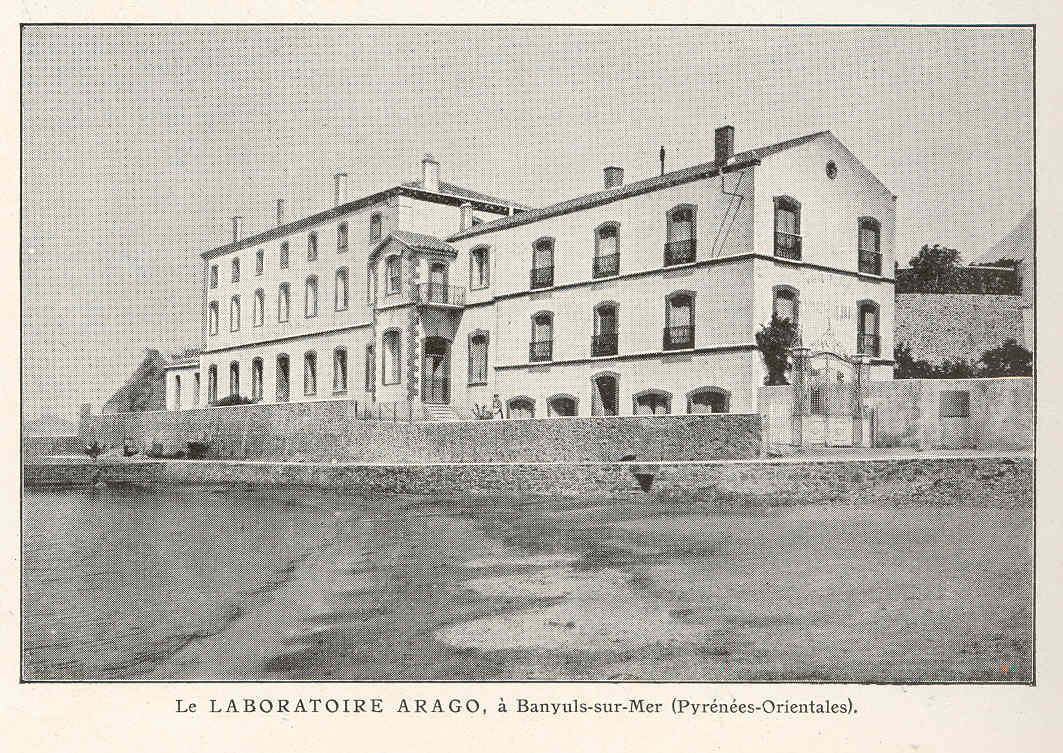
Le laboratoire Arago en 1913.
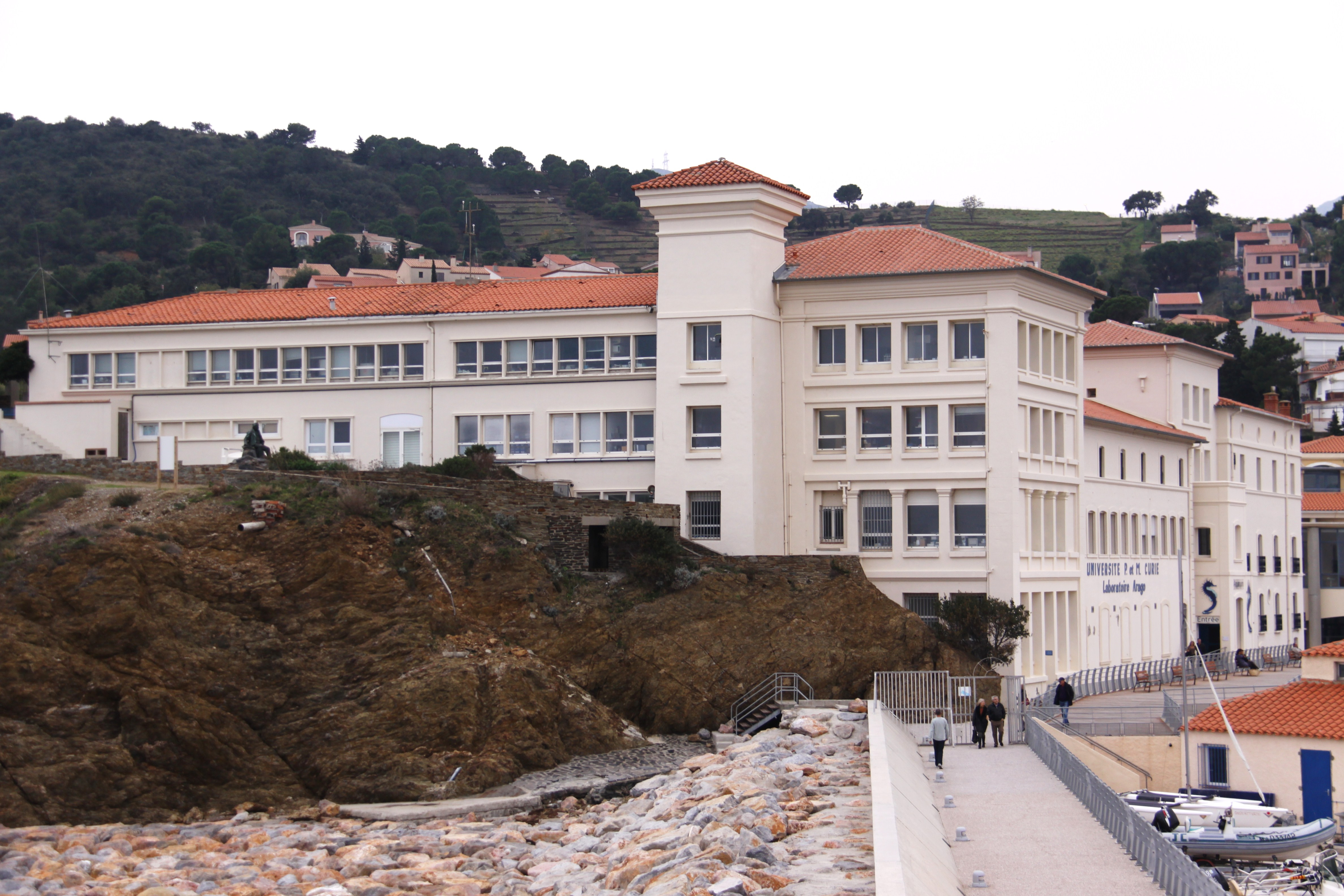
L'observatoire en 2010.
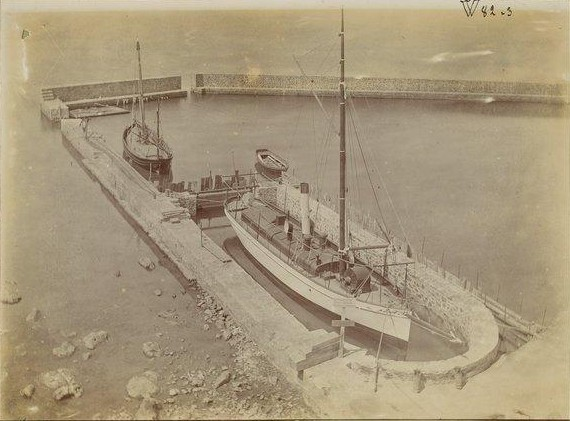
Le Roland dans son bassin de radoub en 1895 à Banyuls-sur-Mer.
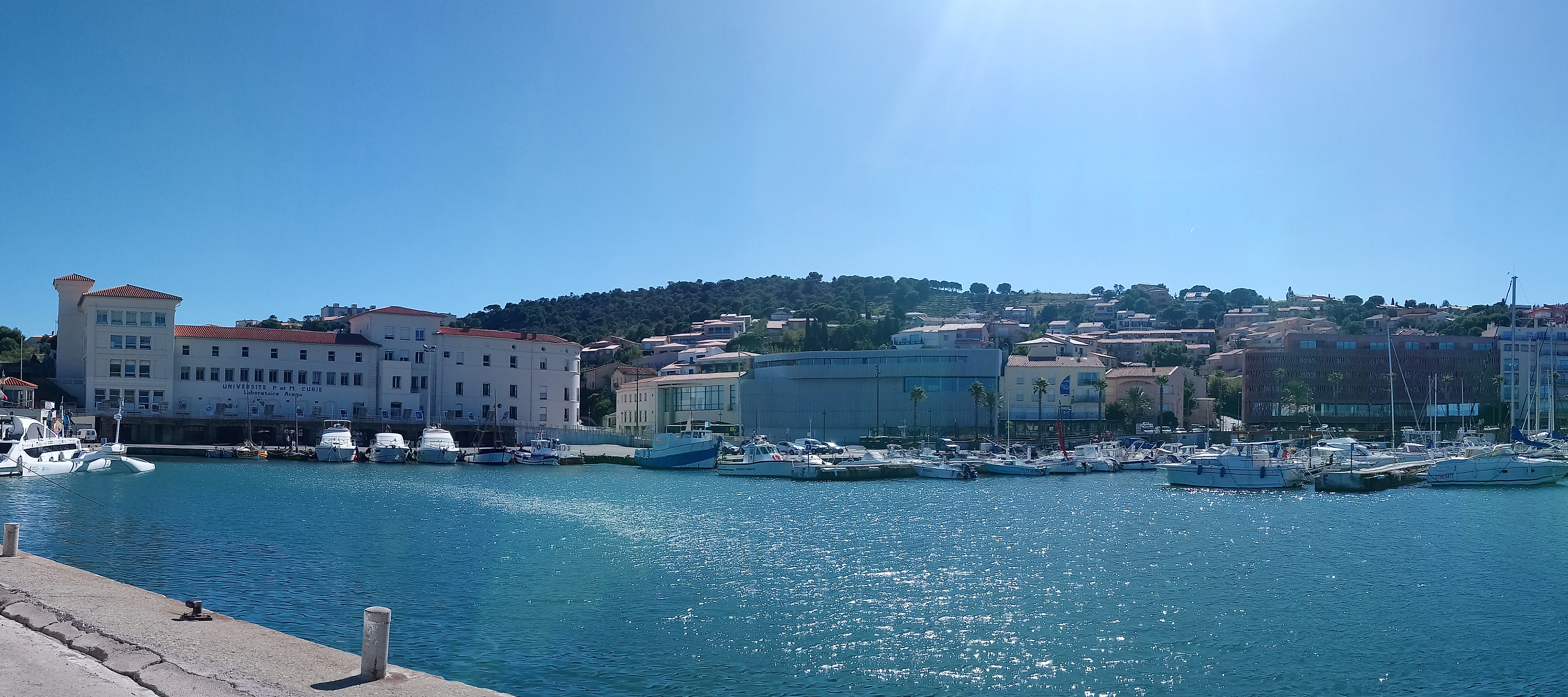
Les bâtiments en 2019.

## Directeurs
La liste des directeurs est la suivante :
- 1882-1900 : Henri de Lacaze-Duthiers
- 1900-1922 : Georges Pruvot
- 1923-1937 : Octave Duboscq[9]
- 1939-1947 : Édouard Chatton[10]
- 1948-1964 : Georges Petit[11]
- 1965-1976 : Pierre Drach[12]
- 1976-1989 : Jacques Soyer
- 1989-2001 : Alain Guille[13]
- 2000-2005 : Gilles Bœuf
- 2005-2015 : Philippe Lebaron
- 2015-2019 : Vincent Laudet
- 2020-aujourd'hui : Yves Desdevises

#### Histoire
- Historique de l'Observatoire océanologique de Banyuls-sur-Mer
- Archives de l'Observatoire océanologique de Banyuls-sur-Mer